# Флаг Эфиопии
Флаг Эфио́пии (амх. የኢትዮጵያ ሰንደቅ ዐላማ) — её официальный государственный символ (наряду с гербом и гимном). Представляет собой прямоугольное полотнище из трёх равновеликих горизонтальных полос: верхней — зелёного, средней — жёлтого и нижней — красного цвета. В центре флага расположен герб Эфиопии, представляющий собой золотую пятиконечную звезду с пятью расходящимися от неё лучами в голубом круглом щите. Отношение ширины флага к его длине 1:2.

## Описание
В своём современном виде принят 6 февраля 1996 года. Синий цвет флага Эфиопии символизирует мир, пентаграмма — единство народов Эфиопии. Первоначальный символизм цветов отражал христианские добродетели. В официальном внешнем символизме зелёный олицетворяет плодородие, труд и развитие, жёлтый — надежду, справедливость и равенство, красный — жертвенность и героизм во имя свободы и равенства.

## История флага
| Флаг | Дата      | Использовала                                    | Описание |
| ---- | --------- | ----------------------------------------------- | --- |
|      | 1270-1853 | Флаг Эфиопской империи                          | Горизонтальный триколор из желтого, красного и зеленого цветов.                                                                                                |
|      | 1881-1889 | Флаг Эфиопской империи                          | 3 треугольных вымпела красного, желтого и зеленого цветов. |
|      | 1897-1913 | Флаг Эфиопской империи                          | Горизонтальный триколор красного, желтого и зеленого цветов с первой эфиопской буквой имени императора Менелика.                                               |
|      | 1913-1936 | Флаг Эфиопской империи                          | Горизонтальный триколор зеленого, желтого и красного цветов с наложенным в центре национальным гербом.                                                         |
|      | 1936-1941 | Флаг Италии (Итальянской Восточной Африки)      | Итальянский триколор с тремя вертикальными полосами одинакового размера зеленого, белого и красного цветов с савойским щитом и королевской короной посередине. |
|      | 1941-1974 | Флаг Эфиопской империи                          | Горизонтальный триколор зеленого, желтого и красного цветов с наложенным в центре национальным гербом.                                                         |
|      | 1974-1975 | Флаг Дерга                                      | Горизонтальный триколор зеленого, желтого и красного цветов с наложенным в центре национальным гербом.                                                         |
|      | 1975-1987 | Флаг Дерга                                      | Горизонтальный триколор зеленого, желтого и красного цветов с наложенным в центре национальным гербом.                                                         |
|      | 1987-1991 | Флаг Народно-Демократической Республики Эфиопии | Горизонтальный триколор зеленого, желтого и красного цветов с наложенным в центре национальным гербом.                                                         |
|      | 1991-1996 | Флаг Переходного Правительства Эфиопии          | Горизонтальный триколор зеленого, желтого и красного цветов с наложенным в центре национальным гербом.                                                         |
|      | 1996-2009 | Флаг Эфиопии                                    | Горизонтальный триколор зеленого, желтого и красного цветов с наложенным в центре национальным гербом.                                                         |
|      | 2009-     | Флаг Эфиопии                                    | Горизонтальный триколор зеленого, желтого и красного цветов с наложенным в центре национальным гербом.                                                         |

## Флаги регионов

Флаг Амхары
Флаг Афара
Флаг Бенишангуль-Гумуза
Флаг Гамбелы
Флаг Области Народностей Южной Эфиопии
Флаг Оромии
Флаг Сомали
Флаг Тыграя